# Ndega
Ndéga  est un village camerounais situé au sein de la commune de Pitoa, dans le département de la Bénoué dans la région du Nord.

## Milieu biophysique

### Climat
A l’instar de sa commune, Ndéga bénéficie d'un climat du type Soudano-Sahélien, caractérisé par une saison sèche qui dure 6 mois et une saison de pluies allant de Mai à octobre avec de grandes irrégularités.

### Ressources naturelles
Tous les villages de la commune sont situés sur une zone de polyculture.

## Milieu humain

### Populations
Les données issues du Plan Communal de Développement (Mai 2015) de la commune de Pitoa, fait état d’une population de 927 habitants au sein du village de Ndéga (soit près de  0,79% de la population de la commune).

## Activités économiques

### Agriculture
Tous les villages de la commune de Pitoa font face à une baisse de la compétitivité agricole. Pour résoudre ce problème, le Plan Communal de Développement (Mai 2015) prévoit entre autres d'appuyer les organisations paysannes du village de Ndéga en matériels (15 charrues, 10 portetout).

### Élevage
L’activité d’élevage à Ndéga est à l’image de celle de l’agriculture, marquée par une faiblesse de production animale et halieutique. 

### Commerce
Les commerçants du village de Ndéga font face à des difficultés de commercialisation de leurs différents produits.

## Développement socioéconomiques

### Projets sociaux prioritaires
Le Plan Communal de Développement (Mai 2015) de la commune de Pitoa a identifié cinq (05) projets primordiaux pour le développement social de Ndéga. Le classement de ces projets se présente comme suit :
- Créer  02 puits modernes à Ndéga
- Créer une  case de santé à Ndéga
- Reprofiler  la piste carrefour Bé – Torroye passant par Ndéga (5 km)
- Electrifier du village Ndéga
- Appuyer la communauté de Ndéga en matériaux de construction de latrines durables

### Projets économiques prioritaires
Sur le plan du développement économique de Ndéga, le Plan Communal de Développement (Mai 2015) de la commune de Pitoa prévoit :
- Appuyer la communauté de Ndéga  à l’implantation d’un moulin
- Appuyer O2 OP en équipement et intrants agricoles (charrue, bœuf, etc…)
- Appuyer l'OP des femmes de Ndéga à l’élevage des petits ruminants.